# Mestre Dila
José Soares da Silva (Bom Jardim, 23 de setembro de 1937 — Caruaru, 18 de dezembro de 2019), mais conhecido como Mestre Dila, foi um cordelista e xilogravurista brasileiro do Pernambuco.

## Biografia
Dila, que nasceu no município paraibano de Pirauá, mudou-se ainda criança para o município pernambucano de Bom Conselho. Nas feiras livres do interior nordestino Dila conheceu a literatura de cordel, entrando em contato também com inúmeros poetas que vendiam seus trabalhos artísticos nesses espaços populares. Suas primeiras páginas foram escritas quando ele ainda era criança, tendo vendido cordéis nesse período nas feiras do Ceará, Paraíba, Pernambuco e Alagoas. Desde 1952, reside em Caruaru.
Ao chegar nesta cidade, trabalhou em jornais locais, onde imprimia seus cordéis. Compôs uma página montada na madeira, no jornal Agreste, onde fazia carimbo e xilogravura. No seu itinerário empreendeu atividades artísticas diversas, como escrever, publicar e ilustrar folhetos, entalhando desde madeira até pedaços de borracha vulcanizada, técnica bastante rara entre os artistas populares. Suas gravuras ilustram folhetos, rótulos de cachaça, livros, remédios, entre outros produtos, além de produzir xilogravuras para outros cordelistas, dentre eles J.Borges. Os temas que circunscrevem o imaginário sertanejo como as aventuras do cangaceiro Lampião, as peripécias do Diabo e os milagres Padre Cícero, por exemplo, fazem parte da produção de seus cordéis, relacionando realidade e ficção constantemente. Neste sentido, Dila afirma não gostar de folhetos que retratem apenas o cotidiano, preferindo o estilo de realismo fantástico.
Em 2002, Dila foi contemplado com o título de Patrimônio Vivo de Pernambuco.

## Morte
Faleceu em 18 de dezembro de 2019 aos 82 anos, vítima de uma Pneumonia.